# Glatthorn
De Glatthorn is een berg in Alpen van de Oostenrijkse deelstaat Vorarlberg. De berg is 2134 meter hoog. Aan de noordzijde van de berg is het skigebied Faschina-Fontanella gelegen.